# مسابقات قهرمانی کشتی آسیا ۱۹۹۲
کشتی قهرمانی آسیا ۱۹۹۲ هشتمین دوره از رقابت‌های قهرمانی آسیا می‌باشد که از ۷ تا ۱۰ آوریل ۱۹۹۲ در تهران، ایران برگزار گردید.

## جدول مدال‌ها
| رتبه           | کشور           | طلا | نقره | برنز | مجموع |
| -------------- | -------------- | --- | ---- | ---- | ----- |
| ۱              | ایران          | ۸   | ۶    | ۳    | ۱۷    |
| ۲              | کرهٔ شمالی      | ۴   | ۰    | ۰    | ۴     |
| ۳              | کرهٔ جنوبی      | ۳   | ۴    | ۸    | ۱۵    |
| ۴              | چین            | ۲   | ۲    | ۲    | ۶     |
| ۵              | ژاپن           | ۱   | ۴    | ۵    | ۱۰    |
| ۶              | مغولستان       | ۱   | ۲    | ۱    | ۴     |
| ۷              | سوریه          | ۱   | ۰    | ۱    | ۲     |
| ۸              | هند            | ۰   | ۲    | ۰    | ۲     |
| مجموع (۸ کشور) | مجموع (۸ کشور) | ۲۰  | ۲۰   | ۲۰   | ۶۰    |

## رده‌بندی تیمی
| رتبه | آزاد مردان | آزاد مردان | فرنگی مردان | فرنگی مردان |
| رتبه | تیم        | امتیازات   | تیم         | امتیازات    |
| ---- | ---------- | ---------- | ----------- | ----------- |
| ۱    | ایران      | ۹۲         | کرهٔ جنوبی   | ۴۷          |
| ۲    | کرهٔ جنوبی  | ۷۲         | ایران       | ۴۶          |
| ۳    | ژاپن       | ۶۸         | چین         | ۳۶          |
| ۴    | هند        | ۵۴         | ژاپن        | ۲۹          |
| ۵    | چین        | ۵۲         | سوریه       | ۱۶          |

## خلاصه مدال‌ها

### آزاد مردان
| رویداد | طلا                           | نقره                                | برنز                        |
| ۴۸ ک‌گ  | کیم ایل · کرهٔ شمالی           | Tserenbaataryn Khosbayar · مغولستان | Chen Zhengbin · چین         |
| ۵۲ ک‌گ  | ری هاک-سون · کرهٔ شمالی        | مجید ترکان · ایران                  | Kim Sun-hak · کرهٔ جنوبی     |
| ۵۷ ک‌گ  | ری یونگ-سام · کرهٔ شمالی       | اویس ملاح · ایران                   | Kim Jong-oh · کرهٔ جنوبی     |
| ۶۲ ک‌گ  | Kim Gwang-chol · کرهٔ شمالی    | محمد ذوالفقاری · ایران              | Shin Sang-kyu · کرهٔ جنوبی   |
| ۶۸ ک‌گ  | Hwang Sang-ho · کرهٔ جنوبی     | اکبر فلاح · ایران                   | احمد الاسطه · سوریه         |
| ۷۴ ک‌گ  | امیررضا خادم · ایران          | Yoshihiko Hara · ژاپن               | Lodoin Enkhbayar · مغولستان |
| ۸۲ ک‌گ  | رسول خادم · ایران             | Nergüin Tümennast · مغولستان        | Atsushi Ito · ژاپن          |
| ۹۰ ک‌گ  | Puntsagiin Sükhbat · مغولستان | عباس جدیدی · ایران                  | آکیرا اوتا · ژاپن           |
| ۱۰۰ ک‌گ | کاظم غلامی · ایران            | Lee Ho-jik · کرهٔ جنوبی              | Manabu Nakanishi · ژاپن     |
| ۱۳۰ ک‌گ | علیرضا لرستانی · ایران        | Wang Chunguang · چین                | تامون هوندا · ژاپن          |

### فرنگی مردان
| رویداد | طلا                        | نقره                         | برنز                       |
| ۴۸ ک‌گ  | Masanori Ohashi · ژاپن     | Pappu Yadav · هند            | سیم کوون-هو · کرهٔ جنوبی    |
| ۵۲ ک‌گ  | خالد الفرج · سوریه         | Kim Soo-young · کرهٔ جنوبی    | مجید جهان‌دیده · ایران      |
| ۵۷ ک‌گ  | شنگ زتیان · چین            | Shi Jin-chul · کرهٔ جنوبی     | حمید صمدی · ایران          |
| ۶۲ ک‌گ  | احد پازاج · ایران          | Mohan Ramchandra Patil · هند | Kim Dong-bum · کرهٔ جنوبی   |
| ۶۸ ک‌گ  | عبدالله چمن‌گلی · ایران     | Takumi Mori · ژاپن           | Kim Yong-jae · کرهٔ جنوبی   |
| ۷۴ ک‌گ  | احد جوان‌صالحی · ایران      | Wei Qingkun · چین            | Han Chee-ho · کرهٔ جنوبی    |
| ۸۲ ک‌گ  | Park Myung-suk · کرهٔ جنوبی | علی خوش‌طینت · ایران          | Li Daxin · چین             |
| ۹۰ ک‌گ  | حسن بابک · ایران           | Park Hyun-seo · کرهٔ جنوبی    | Yasutoshi Moriyama · ژاپن  |
| ۱۰۰ ک‌گ | Song Sung-il · کرهٔ جنوبی   | Takashi Nonomura · ژاپن      | جابر عباس‌زاده · ایران      |
| ۱۳۰ ک‌گ | Tian Lei · چین             | Kenichi Suzuki · ژاپن        | Yang Young-jin · کرهٔ جنوبی |